# Isla del Cerrito (localidad)
Isla del Cerrito —a veces denominada El Cerrito— es una localidad y municipio de la provincia del Chaco, Argentina, ubicada sobre la costa del río Paraná en la isla homónima. El municipio tiene base en la planta urbana pero se extiende por toda la isla más las islas Guascara, Brasilera y Bosnia en el río Paraná, y las islas Mborebí y Carpincho en el riacho Ancho.

## Vías de comunicación
La principal vía de comunicación es la ruta provincial 63, único acceso a la isla por medio del puente San Pedro. Desde allí la ruta 63 la comunica al sur con Barranqueras, mientras que la ruta provincial 39 la vincula al oeste con Colonia Benítez.

## Población
Cuenta con 1,758 habitantes (Indec, 2010), lo que representa un incremento del 16 % frente a los 1,514 habitantes (Indec, 2001) del censo anterior, a lo que se deben sumar unas 110 personas en el resto del municipio. Parte de este incremento poblacional se puede explicar en la apertura de la escuela secundaria, que absorbe la población antes expulsada en la búsqueda de terminar los estudios básicos.
| Gráfica de evolución demográfica de Isla del Cerrito entre 1991 y 2010 |
|                                                                        |
| Fuente: Censos nacionales del INDEC                                    |